# Gnophos budensis
Gnophos budensis är en fjärilsart som beskrevs av Kovács 1954. Gnophos budensis ingår i släktet Gnophos och familjen mätare. Inga underarter finns listade i Catalogue of Life.